# P-WARS
『P-WARS』（ピーウォーズ）は、テレビ愛知ほかで放送されたパチンコ番組。製作局のテレビ愛知では2006年7月4日から2007年6月26日まで放送。

## 概要
同火曜深夜枠で長らく放送され続けてきた前番組『芸能人パチンコバトル P・リーグ』に続くパチンコエンターテインメント番組の第2弾である。パチンコ帝国軍の帝王・西川のりおが送り込む帝国軍騎士団とそれに立ち向かうパチンコ騎士という設定の下、それぞれの代表者1人が愛知県内で営業するパチンコホールを舞台に対戦を繰り広げた。制限時間内で大当たりを出した回数を競うことがこの番組の基本構成となっていた。

## 出演者

### パチンコ帝国軍帝王
- 西川のりお - オープニングのみに登場。

### 帝国軍騎士団
- 各界のパチンコ好き著名人

### パチンコ騎士
- 野々村真
- 大林素子
- 出川哲朗
- 福永ちな
- マギー審司
- くまきりあさ美

### マリア王女
- マリア・ファッション

### 勝利の女神
- バトルクイーンズ

## 放送局
| 放送対象地域 | 放送局     | 系列           | 放送日時           | 備考   |
| ------------ | ---------- | -------------- | ------------------ | ------ |
| 愛知県       | テレビ愛知 | テレビ東京系列 | 火曜 24:58 - 25:28 | 製作局 |
| 秋田県       | 秋田テレビ | フジテレビ系列 | 火曜 24:50 - 25:20 |        |
| 石川県       | 石川テレビ | フジテレビ系列 | 金曜 26:25 - 26:55 |        |
| 長野県       | テレビ信州 | 日本テレビ系列 | 金曜 25:20 - 25:50 |        |
| 岐阜県       | 岐阜テレビ | 独立UHF局      | 土曜 22:00 - 22:30 |        |